# The Barbra Streisand Album
The Barbra Streisand Album – debiutancki album amerykańskiej piosenkarki Barbry Streisand, wydany w 1963 roku przez Columbia Records.
Album poprzedził singel „Happy Days Are Here Again”, wydany w listopadzie 1962. Wytwórnia Columbia planowała zatytułować płytę Sweet and Saucy Streisand, czemu sprzeciwiła się artystka, wybierając prostszy tytuł.

## Odbiór
W Stanach Zjednoczonych płyta dotarła do 9. miejsca na liście Billboard 200 i pokryła się złotem. Do marca 1966 album rozszedł się w milionowym nakładzie.
Płyta była nominowana do pięciu nagród Grammy i ostatecznie wygrała w kategoriach „album roku” i „najlepszy wokalny występ kobiecy pop”.

## Lista utworów
Strona A
| 1. | „Cry Me a River”                    | 3:37  |
|    |                                     |       |
| 2. | „My Honey’s Lovin’ Arms”            | 2:14  |
|    |                                     |       |
| 3. | „I’ll Tell the Man in the Street”   | 3:09  |
|    |                                     |       |
| 4. | „A Taste of Honey”                  | 2:51  |
|    |                                     |       |
| 5. | „Who’s Afraid of the Big Bad Wolf?” | 2:35  |
|    |                                     |       |
| 6. | „Soon It’s Gonna Rain”              | 3:44  |
|    |                                     |       |
|    |                                     | 18:10 |
|    |                                     |       |
Strona B
| 1. | „Happy Days Are Here Again”             | 3:04  |
|    |                                         |       |
| 2. | „Keepin’ Out of Mischief Now”           | 2:11  |
|    |                                         |       |
| 3. | „Much More”                             | 3:02  |
|    |                                         |       |
| 4. | „Come to the Supermarket in Old Peking” | 1:56  |
|    |                                         |       |
| 5. | „A Sleepin’ Bee”                        | 4:21  |
|    |                                         |       |
|    |                                         | 14:34 |
|    |                                         |       |

## Twórcy
- Barbra Streisand – śpiew
- Mike Berniker – producent
- Peter Matz – aranżacje
- Fred Plaut i Frank Lacio – inżynierzy dźwięku
- John Berg – szata graficzna
- Henry Parker – fotografia
- Harold Arlen – esej

## Notowania
| Kraj                              | Pozycja |
| --------------------------------- | ------- |
| Australia                         | 6       |
| Stany Zjednoczone (Billboard 200) | 9       |

## Certyfikaty
| Kraj                     | Certyfikat  |
| ------------------------ | ----------- |
| Stany Zjednoczone (RIAA) | złota płyta |